# Новые приключения Аладдина (фильм, 2015)
Новые приключения Аладдина (фр. Les Nouvelles Aventures d'Aladin) — французский комедийный фильм 2015 года, снятый Артуром Бензакеном, с Кевом Адамсом в главной роли.

## Сюжет
В канун Рождества Сэм и его лучший друг Халид наряжаются в Санта-Клауса, надеясь украсть всё, что попадётся им под нос, из парижского торгового центра «Галерея Лафайет». Но Сэма останавливает кучка ничего не подозревающих детей, и они просят его рассказать им сказку. Сэм неохотно соглашается, но потом прерывает свой рассказ. Однако управляющий этажом настаивает, чтобы он продолжил. В лице Аладдина Сэм начинает путешествие из самого сердца Багдада, жители которого страдают от тирании ужасного правителя, известного своей свирепостью.

## В ролях
- Кев Адамс — Аладдин / Сэм
- Жан-Поль Рув — визирь
- Эрик Жюдор[фр.] — джинн
- Ванесса Гид — принцесса Шалия София
- Мишель Блан — султан
- Уильям Лебгиль — Халид / ложный племянник визиря
- Одри Лэми[фр.] — Рабаба / Барбара
- Артур Бензакен — безумный парфюмер / чародей
- Сирил Хануна — камео (по радио)
- Надер Буссандель[фр.] — охранник
- La Fouine — «Ле Фурб», советник визиря
- Рамзи Бедиа — Балуад
- Майкл Коэн[фр.] — доктор, брат-близнец обезглавленного человека / обезглавленный человек

## Русский дубляж
- Филипп Киркоров — Сэм / Аладдин[2][3]
- Василий Дахненко — визирь[4]
- Сергей Смирнов — джинн[5]
- Людмила Ильина — принцесса София[4]
- Олег Форостенко — султан[5]
- Даниил Эльдаров — Халид / ложный племянник визиря[4]
- Ирина Киреева — Рабаба / Барбара[4]

## Производство
Съёмки длились два с половиной месяца и проходили в Марокко, в городе Варзазат. Во время съёмок были наводнение, сильная жара и песчаные бури. Группа также снималась в Galeries Lafayette и в студии в Бельгии.

## Критика
Фильм «Новые приключения Аладдина» в целом имеет отрицательные отзывы. 
На IMDb рейтинг составляет 4,7/10, на SensCritique фильм получил средний рейтинг 2,6/10 от примерно 5600 пользователей, а 
на AlloCiné — средний рейтинг 2,8/5 от 14 критиков и 1,9/5 от зрителей.

## Продолжение
Продолжение было подтверждено в августе 2017 года. 
Фильм Приключения Аладдина (fr:Alad'2) был выпущен 3 октября 2018 года.